# الیکا عبدالرزاقی
الیکا عبدالرزاقی (زادهٔ ۱۸ مرداد ۱۳۵۸) بازیگر سینما، تئاتر و تلویزیون و کارگردان تئاتر ایرانی است.

## زندگی شخصی
وی به گفته خودش در سن یازده سالگی به سندرم گیلن باره مبتلا شد. او فارغ‌التحصیل آموزشگاه سمندریان است و مدرک کارشنا‌سی ادبیات نمایشی را دارد.
الیکا عبدالرزاقی و امین زندگانی در سال ۱۳۹۲ با یکدیگر ازدواج کردند.

## کارنامهٔ بازیگری

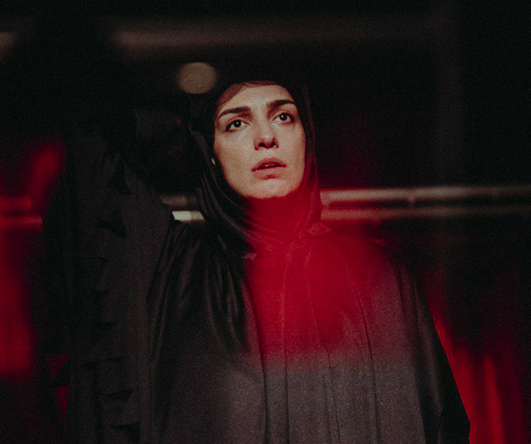
عبدالرزاقی در نمایش «مدِه آی سَن مِدار» سال ۱۳۹۸

### سینما
| سال  | عنوان                  | کارگردان       | نقش                | توضیحات |
| ---- | ---------------------- | -------------- | ------------------ | ------- |
| ۱۳۹۸ | شهر گربه‌ها             | سید جواد هاشمی | عسل پیشی           |         |
| ۱۳۹۱ | زنان ونوسی مردان مریخی | کاظم راست‌گفتار | رومینا             |         |
| ۱۳۸۹ | فرزند صبح              | بهروز افخمی    |                    |         |
| ۱۳۸۷ | شیرین                  | عباس کیارستمی  | خودش               |         |
| ۱۳۸۵ | نسل جادویی             | ایرج کریمی     | دوست فروغ          |         |
| ۱۳۸۲ | جایی برای زندگی        | محمد بزرگ‌نیا   |                    |         |
| ۱۳۷۹ | مومیایی ۳              | محمدرضا هنرمند | خبرنگار صدا و سیما |         |

### تلویزیون
| سال       | عنوان                  | کارگردان          | شبکه                            |
| --------- | ---------------------- | ----------------- | ------------------------------- |
| ۱۴۰۵_۱۳۹۸ | سلمان فارسی            | داوود میرباقری    | شبکه ۳                          |
| ۱۴۰۱–۱۴۰۰ | برف بی‌صدا می‌بارد       | پوریا آذربایجانی  | شبکه ۳                          |
| ۱۳۹۹      | سرباز                  | هادی مقدم دوست    | شبکه ۳                          |
| ۱۳۹۷      | آرماندو                | احسان عبدی پور    | شبکه ۱                          |
| ۱۳۹۶      | هیئت مدیره             | مازیار میری       | شبکه تهرانپخش در نوروز ۱۳۹۷     |
| ۱۳۹۶      | روزهای بهتر            | بیژن میرباقری     | شبکه ۱بازی در اپیزود چهارگاه    |
| ۱۳۹۵      | دورهمی                 | مهران مدیری       | شبکه نسیم                       |
| ۱۳۹۴      | حالت خاص               | افشین اربابی      | شبکه نسیم                       |
| ۱۳۹۴      | گاهی به پشت سر نگاه کن | مازیار میری       | شبکه ۲پخش در ماه رمضان          |
| ۱۳۹۳      | در حاشیه               | مهران مدیری       | شبکه ۳                          |
| ۱۳۹۲      | شوخی کردم              | مهران مدیری       | شبکه نمایش خانگی                |
| ۱۳۹۱      | ویلای من               | مهران مدیری       | شبکه نمایش خانگی                |
| ۱۳۹۰      | ساخت ایران             | محمدحسین لطیفی    | شبکه نمایش خانگی                |
| ۱۳۸۹      | بمب خنده               | مهران مدیری       | شبکه نمایش خانگی                |
| ۱۳۸۹      | قهوه تلخ               | مهران مدیری       | شبکه نمایش خانگی                |
| ۱۳۸۹      | قسم                    | حسین تبریزی       | شبکه ۳پخش در شب‌های قدر          |
| ۱۳۸۷      | خرده ستمگران           | مسعود شاه محمدی   | شبکه ۳                          |
| ۱۳۸۶      | مرد هزارچهره           | مهران مدیری       | شبکه ۳پخش در نوروز ۱۳۸۷         |
| ۱۳۸۶      | گنج مظفر               | مهران مدیری       | شبکه نمایش خانگیپخش در سال ۱۳۹۲ |
| ۱۳۸۵      | باغ مظفر               | مهران مدیری       | شبکه ۳                          |
| ۱۳۸۴      | باران بهاری            | مسعود رشیدی       | شبکه ۱                          |
| ۱۳۸۳      | مزرعه کوچک             | سیروس مقدم        | شبکه ۱                          |
| ۱۳۸۲      | این سه نفر             | اصغر توسلی        | شبکه ۳                          |
| ۱۳۸۲      | وارث                   | کاظم بلوچی        | شبکه ۱پخش در ایام محرم          |
| ۱۳۸۲      | تلخ و شیرین            | ابوالفضل امیدیان  | گروه کودک و نوجوان شبکه ۲       |
| ۱۳۸۱      | جستجو در شهر           | حسن هدایت         | شبکه تهران                      |
| ۱۳۸۱      | خانه مهر               | مجید عباسی        | شبکه ۳                          |
| ۱۳۸۰      | آواز مه                | حسینعلی لیالستانی | شبکه ۱۲۴ قسمت                   |
| ۱۳۷۹      | دختران                 | اصغر توسلی        | شبکه تهران                      |
| ۱۳۷۷      | گم‌شده                  | مسعود نوابی       | شبکه ۱                          |

### فیلم کوتاه
- دندان آبی (هومن سیدی)
- یک منهای بی‌نهایت (رسول قاسمی)
- صفر (رضا سنجابی)
- دعوت (مهدی کرم‌پور)

### تئاتر
- شاه لیر (الیکا عبدالرزاقی، ۱۴۰۴)

- مده‌آی سن مدار (بورژین عبدالرزاقی، ۱۳۹۸)
- باغ آلبالو (آتیلا پسیانی، ۱۳۹۵)
- دن کامیلو (کوروش نریمانی، ۱۳۹۳)
- پرواز به تاریکی (افشین هاشمی، ۱۳۹۲)
- ۳۳٪ نیل سایمون (افسانه ماهیان، ۱۳۹۱)
- بازرس هاند واقعی (بورژین عبدالرزاقی، ۱۳۹۱)
- ملاقات با بانوی سالخورده (حمید سمندریان، سال ۱۳۸۷)
- گفتگوهای پس از یک خاکسپاری (بورژین عبدالرزاقی، ۱۳۸۷)
- امروز دوستت ندارم (علی هاشمی، جشنواره بانوان ۱۳۸۶)
- از خواب تا مهتاب (علی هاشمی، جشنواره بانوان ۱۳۸۵)
- الوتریا (وحید رهبانی، محمد رضا جوزی، ۱۳۸۳)
- مرد اتفاقی (وحید رهبانی، ۱۳۸۳)
- اتوبوسی به نام هوس (افسانه ماهیان، ۱۳۸۰)
- بهجت (حسین عاطفی، ۱۳۸۰)
- نقش زن (علی هاشمی، ۱۳۷۹)
- دایره گچی قفقازی (حمید سمندریان، ۱۳۷۷)

### تله‌فیلم
- اینجا آسمان همیشه ابری نیست (مهدی گلستانه ۱۳۹۲)
- حس تماس (۱۳۹۱)
- مردان زمین (مهدی صباغ زاد ۱۳۹۰)
- یک اشتباه کوچولو (افسانه منادی ۱۳۸۹)
- حق‌السکوت (تغییر نام به شب تلخ) ۱۳۸۹
- ماه از روی سکو (آرش معیریان ۱۳۸۷)
- همچون یک رؤیا (محمد علی نجفی ۱۳۸۷)

### شبکه خانگی
- اجل معلق (عادل تبریزی-۱۴۰۴)
- صداتو(حامد جوادزاده-۱۴۰۴)

- جوکر (احسان علیخانی-۱۴۰۳)
- اسکار (مهران مدیری-۱۴۰۲)

- پدرخوانده (سعید ابوطالب-۱۴۰۲)
- ضد (سعید ابوطالب-۱۴۰۲)
- فوفو مسافری از کامادو (میثم معراجی-۱۴۰۱)
- ارتش سری (سعید ابوطالب-۱۴۰۱)
- آنتن (سید ابراهیم عامریان-۱۴۰۱)
- شوخی کردم (مهران مدیری-۱۳۹۲)
- ویلای من (مهران مدیری-۱۳۹۱)
- ساخت ایران (محمدحسین لطیفی-۱۳۹۰)
- قهوه تلخ (مهران مدیری-۱۳۸۹)

## جوایز
- برنده تندیس حافظ بهترین بازیگر زن کمدی از دوازدهمین جشن سینمایی، تلویزیونی دنیای تصویر برای بازی در سریال قهوه تلخ، ۱۳۹۱